# EML GT-Twin Gespann
EML GT-Twin ist ein Motorradgespann mit einem zweirädrigen Beiwagen, das von der holländischen Gespannfabrik EML hergestellt wird. EML–Wtec wurde 1972 von Hennie Winkelhuis gegründet und baut seit 1974 Motorradgespanne in Neede, Provinz Gelderland.

## Beschreibung
Seit dem Frühjahr 2001 ist dieses damals als Beiwagenneuheit patentierte Fahrzeug auf dem Markt. Der Modellname „Twin“ deutet an, dass der Beiwagen des Gespanns zwei Räder hat, wobei das vordere Rad des Beiwagens an einem Dreieckslenker über eine Zugstange mitgelenkt wird und das Lenken in Verbindung mit der von EML entwickelten ExtensoDive-Vorderradgabel erleichtert. Das hintere Rad ist wie bei bekannten Gespannen an einer Schwinge mit einem einstellbaren Federbein aufgehängt.
Die zwei Räder des Beiwagens übernehmen je zur Hälfte die Radlast, sodass der Komfort im Beiwagen wie auch die Fahrstabilität des Gespannes gegenüber üblichen Konstruktionen wesentlich verbessert wird. Die instabilen dynamischen Reaktionen, wie sie von herkömmlichen Motorradgespannen bekannt sind, sollen weitestgehend aufgehoben sein.
Mit seiner gepolsterten Sitzbank, 86 cm Sitzbreite, großem Kofferraumvolumen und Sicherheitszelle gehört der GT Twin zu den komfortablen Zweisitzerbeiwagenmodellen. Das Gespann ist für drei Erwachsene oder zwei Erwachsene und zwei Kinder zugelassen.

## Technische Daten
Maße (Beiwagen)
- Breite: 1040 mm
- Länge: 2290 mm
- Höhe: 1220 mm
- Kofferrauminhalt: 315 Liter

Bremsen und Fahrgestell
- Beiwagenradaufhängung hinten: geschobene Schwinge mit einstellbarem Federbein
- Beiwagenradaufhängung vorne: Dreiecksquerlenker mit einstellbarem Federbein
- Federweg Beiwagen (beide Räder): 80 mm
- Lenkeinrichtung: von der Vordergabel mittels eines speziellen Lenkstangensystems verbunden mit dem Beiwagenrad
- Beiwagenbremse: 2-Kolben-Scheibenbremse am Vorderrad 12″, Eigenentwicklung von EML
- Bereifung 145/70 R 12[2]

Standard-Ausstattung
- Elektrische Belüftungsanlage im Passagierraum mit Überdruckentlüftung
- Vorbereiteter Schacht zum Radioeinbau
- Hardtop mit halbautomatischer Verriegelung
- Fahrgastraum ausgekleidet mit Teppichfliesen
- Zweifarbige Ledersitzbank
- Sicherheitsgurt
- Kartenfach
- Integrierte Leselampe
- Heizungsanlage

### Motoren
Die Antriebseinheiten des Gespanns stammen von BMW (BMW K 1200 LT) oder Honda (GL 1800).